# Акан-Фудзі
Акан-Фудзі — діючий стратовулкан, розташований на сході острова Хоккайдо, Японія. Це один із вулканів, що входять до складу вулканічного комплексу Акан.

## Опис
Вулкан має правильну конічну форму, висотою 1476 м над рівнем моря. Акан-Фудзі не вивергалися в історичний час.
По вулкану проходить кордон між містами Сіранука, повіт Сіранука, Асьоро, повіт Асьоро та Кусіро, повіт Кусіро.
Вулканічний комплекс Акан розташований у національному парку Акан. Схили вулкану до висоти 1200 м вкрити хвойним лісом, що складається в основному з ялиці сахалінської, ялини звичайної та берези бетулової, верхівка вище вкрита японською сосною з осередками субальпійського поясу луків. Серед альпійських рослин тут зустрічаються діцентра, Sibbaldia miyabei, Arenaria merckioides.

## Галерея

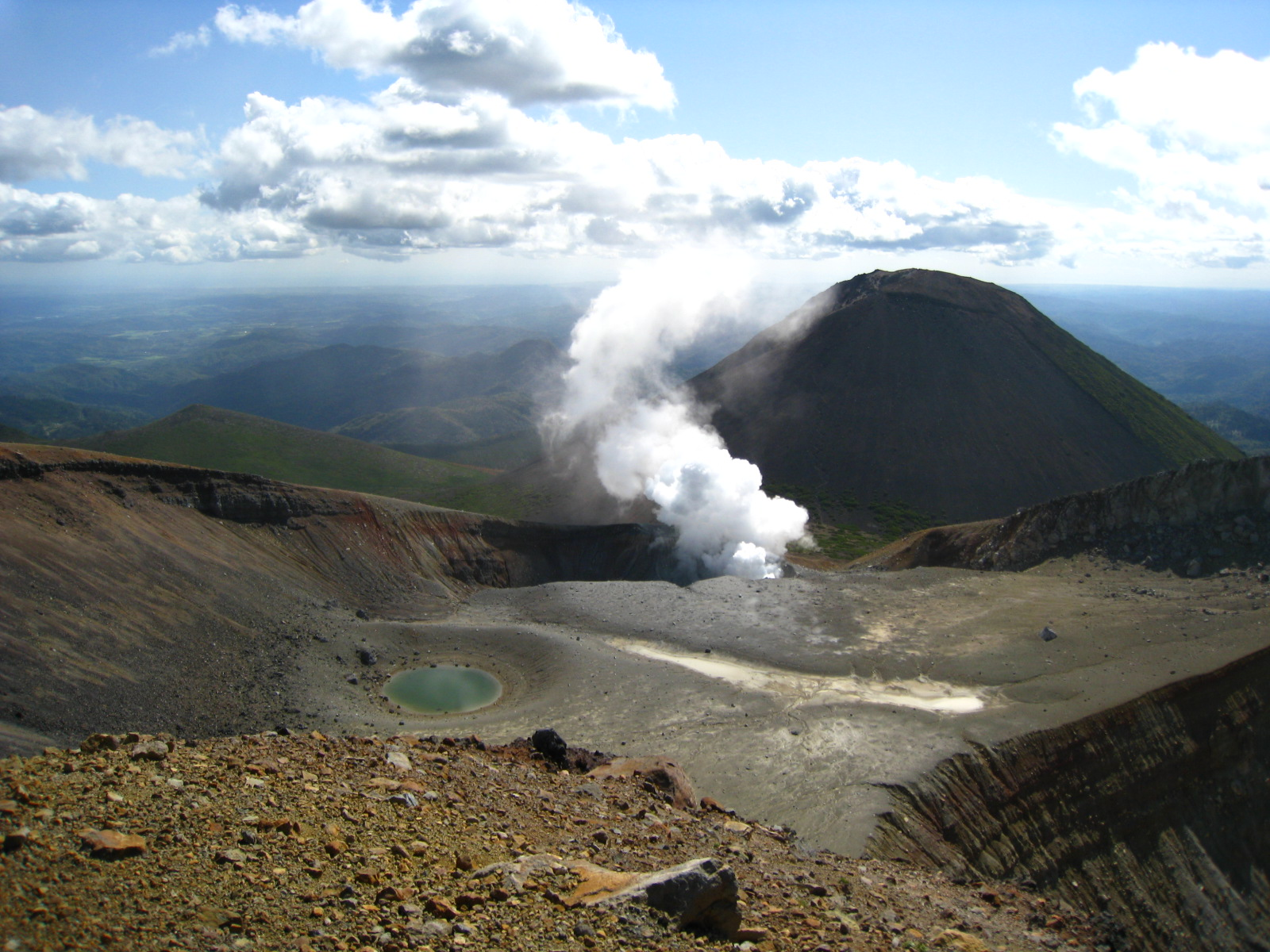
Акан-Фудзі
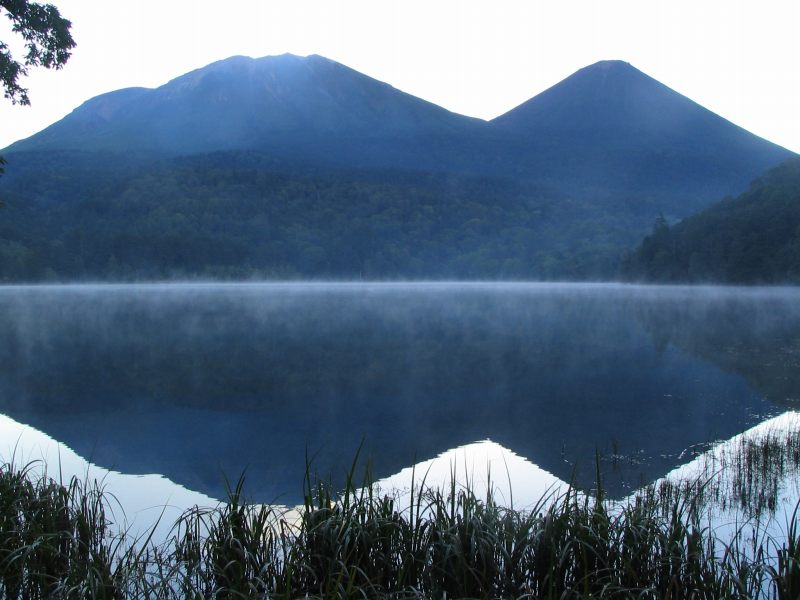
Акан-Фудзі (вид з Оннето)
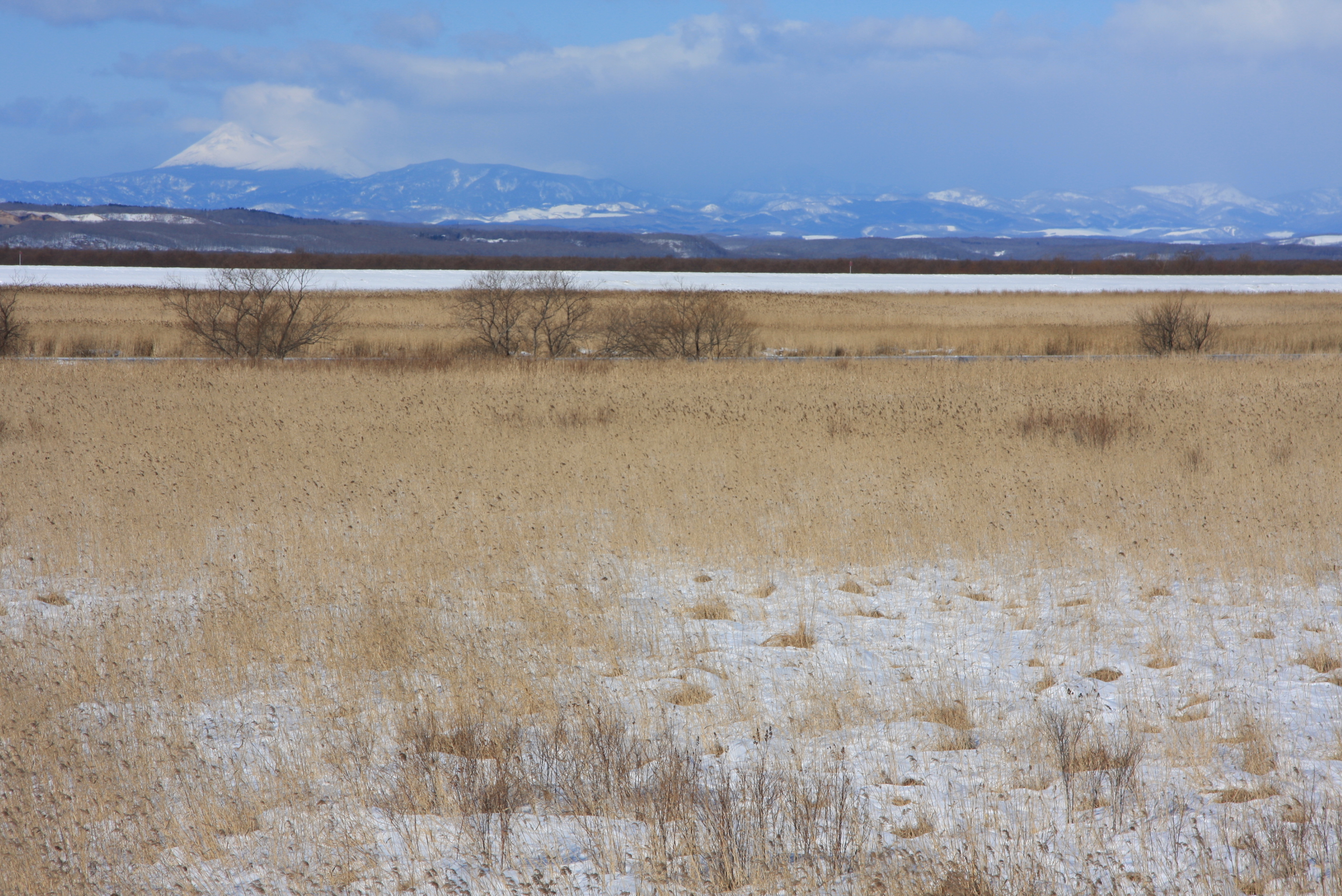
Вид на Акан-Фудзі з водно-болотних угідь Кусіро

## Зовнішнє посилання
- Назва топографічної карти Управління геопросторової інформації Японії 1:25 000: Меакандаке [південний захід]
- Національний інститут передових промислових наук і технологій Геологічна служба Японії Четвертинний вулкан Японії гора Меакандаке